# 土庫曼文化
土庫曼文化，传统文化是游牧文化。土库曼人认为农民地位比牧民低，只有窮得做不到牧民的人務农。在苏联时期曾嘗試定居化与农业集体化，但不成功。他们社会最大特色是有无数互相攻打的小部落。
他们最著名的產品是地毡，地毡上的花纹可区别氏族。土库曼人是穆斯林，多数是遜尼派也有什叶派，也有信仰萨满教。但是教长勢力不及长老与酋长。
土库曼人与其他民族的区别在于他们戴很大的卡拉庫尔帽，他们男性穿恤衫、长褲、长靴，女性穿长裙戴銀飾。他们语言是突厥语烏古斯语支，也说俄语。